# Ljutova
Ljutova (cyr. Љутова) – wieś w Serbii, w okręgu toplickim, w gminie Kuršumlija. W 2011 roku liczyła 28 mieszkańców.